# El Okapi
El Okapi es una obra de teatro en dos actos escrita por Ana Diosdado y estrenada el 27 de enero de 1972 en el Teatro Álvarez Quintero de Sevilla.

## Argumento
«El feliz descanso» es una residencia de ancianos cuyos moradores contemplan ya la vida con desánimo. La existencia apacible pero claustrofóbica del lugar contrasta con la existencia de Marcelo, alias El Okapi, un vagabundo excombatiente de la guerra civil, que deambula por las calles en libertad. Tras sufrir un accidente y quedar impedido, es también recluido en el asilo. Tras contagiar a los ancianos sus ansias de libertad, termina muriendo al no poder soportar la reclusión.

## Representaciones destacadas
- Teatro (estreno, en 1972). Intérpretes: Enrique Diosdado, Amelia de la Torre, Cristina Victoria, Ernesto Aura, Carlos Casaravilla.

- Televisión (19 de mayo de 1975, en el espacio Estudio 1 de TVE). Intérpretes: Enrique Diosdado, María Luisa Ponte, Ana María Vidal, Carlos Casaravilla, Juan Diego, Agustín González, Carmen Carbonell.